# ハードコア (ポルノ)

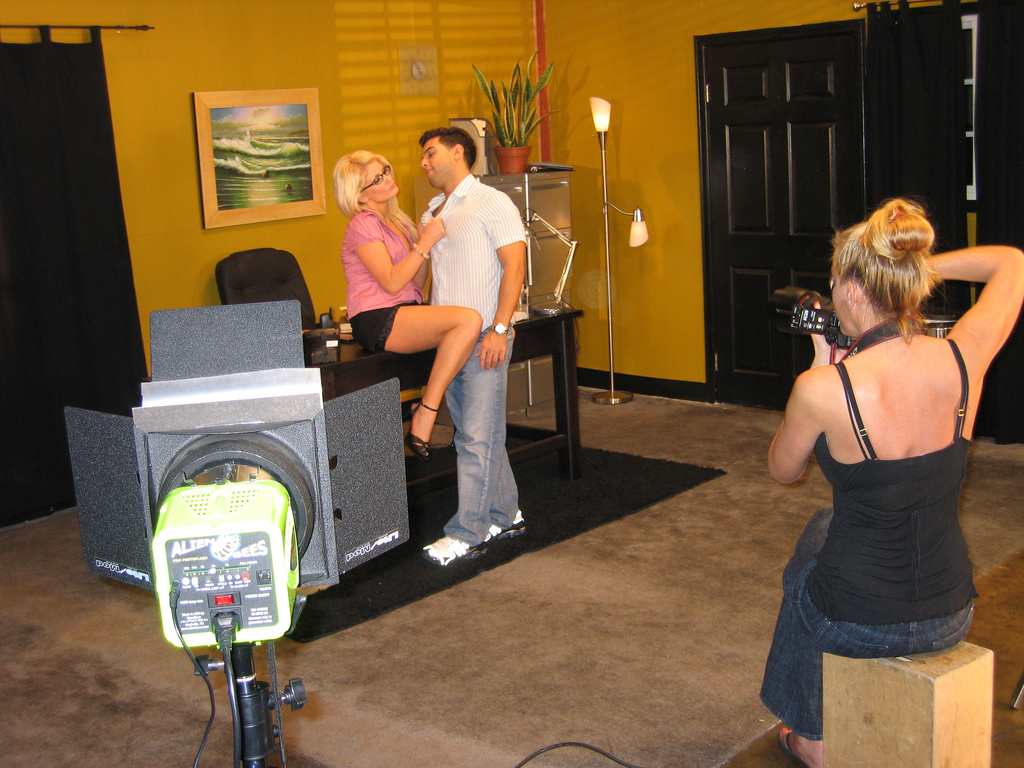
ハードコアのポルノ映画の撮影現場

ハードコア（英: Hardcore）はポルノグラフィの一形態で、性行為をあからさまに取り扱ったもの。ハードコア・ポルノグラフィ（Hardcore pornography）とも呼ばれ、ソフトコアと対比される。媒体は写真やビデオ・映画(若しくは動画)等だが、これ以外のものでも定義の範疇に入る。
実際の性行為が伴う物を指し、日本では大多数のアダルトビデオなどが該当する。ポルノ映画の定義は、欧米では日本におけるアダルトビデオと同様だが、日本では歴史的に日活ロマンポルノやピンク映画などの、性行為を抽象的に演出する「ソフトコア・ポルノ」を指していた。

## 概要
紀元前4世紀のイタリア、ポンペイには、早くも男性が女性にオーラル・セックスをする絵画が描かれており、またインドの象牙細工には、女性が男性にオーラル・セックスをする模様が書かれていた。アルフレッド・キンゼイのキンゼイ研究所は、1915年から68年にかけて約2000のポルノグラフィが制作されたと信じると語っている。 また、日本では1970年代後半に大島渚監督が『愛のコリーダ』でハードコア・ポルノに挑戦した。その後、80年代には寺山修司、武智鉄二らが後に続いた。
ジャーナリストであるエレン・ウィリスは、1979年以降、反ポルノグラフィのフェミニストを、性的なピューリタニズムであり、倫理的な権威主義であり、表現の自由に対する脅威である、と批判した最初の一人だった。ウィリスの1981年のエッセイ「欲望の地平：女性運動は親セックスか？ 」は、親セックス・フェミニズムという用語の起源である。 性に肯定的なフェミニストの反ポルノグラフィのフェミニズムに対する反応は、セックスを女性の快楽のための道として奨励し、反ポルノグラフィの立場を政治的右派による娯楽セックスやポルノグラフィに対する戦争に同調するものと見なすことであった。セックスに寛容なナディーン・ストロッセンは、ポルノグラフィはそれを見る側の立場からさまざまに解釈されるべきであると述べている。

## 歴史
19世紀にポルノ写真が増加したのは、新しい技術、1827年に発明された写真撮影術の結果で、世界で初めて撮影された写真には裸の人々が写り、セックスをしている人々の写真もあった。フィルム『フリー・ライド』は、アメリカにおける最初のグラス・サンドウィッチ風ポルノとして記録されている。
イギリスは1857年に『猥褻な性的な題材の販売と配布を禁止する法律を制定』している。1860年代までにはこうした場面を写したポストカードが容易に手に入るようになり、20世紀末に映画製作が発達すると、初期の映像の中にもセックスをする人々を撮ったものがあった。性交場面が映っている「フィルム」で現存する最古のものは、『グラス・サンドウィッチ』という題名で知られている。1915年にニュージャージーで撮影されたと言われている。第一次世界大戦のころまでは『グラス・サンドウィッチ』のようなフィルムがたくさんあった。それらは「男性向け映画」と呼ばれ、女人禁制のパーティで見ることができた。パトリック・ロバートソンの『Film Facts 』によれば、「確実に年代を特定できる最も初期のポルノ「映画」は、『A L'Ecu d'Or ou la bonne auberge 』である」。この映画は1908年にフランスで製作された、宿屋の使用人の女の子と逢い引きの約束をする、疲れきった兵士の物語である。ロバートソンは、アルゼンチンのポルノ映画『El Satario 』の方がより古い可能性がある点にも言及している。この映画は1907～1912年の何れかの時点で製作された。ロバートソンは「最も古い残存するポルノ映画は、アメリカのキンゼイ・コレクションに含まれている。」と記している。1910年のドイツ映画『Am Abend 』について、ロバートソンは「この10分間の映画は、寝室で一人マスターベーションをする女性のシーンに始まり、彼女の男性とのセックス、フェラチオのシーンへと進行していく。」と紹介している。
そのころハリウッドでは何人かの映画監督が女優のトップレス姿を取り入れていたが、それも1930年代までである。大恐慌時代が到来すると、一般映画はあからさまな性行動の描写ができなくなった
戦後の米国ではそれまでのヌードグラフィックから『ペントハウス』や『ハスラー』などの陰毛や性器を露出した写真とともに、読者が撮影して投稿した写真を掲載するハードコア雑誌が1960年代半ば以降に創刊されていった。
戦後には、いわゆるアートシアター、大学のそばにあることが多いその類いの映画館が、 もっと率直に性を表現する一般映画を上映するようになったことも影響する。例えば『素直な悪女』は、ブリジット・バルドー主演のフランス映画で、アメリカでは1958年に初上映された。この映画はバルドーの肉感的な後姿と、豊満な胸を自ら露出するエロティックな場面が呼び物となった。ただバルドーの映画はヌード映画であって、ハードコア・ポルノと直接的な関係はない。
現代のハードコア・ポルノは20世紀後半の西欧諸国で隆興し、1960年代後半のデンマークを皮切りに各国でポルノの合法化が進められた。2000年ごろまでには大多数の先進国で合法となったが、日本では刑法175条のわいせつ物頒布罪により違法とされている。これに抵抗したのが大島渚『愛のコリーダ』である。大島監督の作品に、『上海異人娼館』や『白日夢』『華魁』などのハードコア作品が続いた。一方、欧米諸国においては、性器にモザイク処理が施されたものであっても、暴力的または著しく反社会的な性表現が含まれていると、わいせつ物とみなされる場合がある。このため、日本国内で審査を通過し市販されている作品であっても、該当する表現が含まれていれば、頒布や所持に罰則が適用される可能性がある。
ただし、映像の該当箇所に対してモザイク処理等の修正を行い、映像的な明示性を薄めたものについては実質的に合法流通が可能となっているため、各分野の企業は映像倫理審査団体を設立して自主規制にあたっている。刑法175条など関連法案の改正によってハードコア・ポルノ全面解禁を目指す大きな動きは現時点では見られないものの、インターネット・ポルノの普及普遍化によって、「現状の規制を続ける必然性・妥当性は薄れつつある」。これを受けて各倫理審査団体の審査基準も年々緩和される傾向はあるものの、今後しばらくは「状況にあわせた現実的適応」が続くと考えられている。
一方、海外に目を向けると、世界最大のハードコア・ポルノ市場を有するアメリカでは、70年代にポルノ映画の隆盛期を迎えた。欧州では、各国の法律や業界の自主規制によって表現に幅がある。デンマーク、スウェーデンなどの北欧諸国、イタリア、フランス、ドイツ、オランダなどはセックスの表現に寛容である。
中国では、性的欲求を刺激するポルノ映像に報奨金1000万円を科すなど、ポルノ規制が厳しすぎるとの批判がある。インターネットでのポルノ画像も、即座に削除されてしまう。一般的に未成年者がハード・ポルノ出版物を購入したり保持したりすることを許可していない。しかし、途上国では大人でさえ、ポルノグラフィーを持つことは違法である。アメリカ合衆国では通常のポルノグラフィについては憲法修正第1条によって憲法で保障されている表現の自由の範疇に入るとされるが、猥褻（obscenity）と児童ポルノ（child pornograhy）は保護されるポルノから除外されている。また表現の自由の保護から除外できるかどうかについても、最高裁判所の過去の判例に基づいて、かなり細かい規定が設けられており、ポルノが法的に猥褻であるとされ、その結果として、憲法修正第1条の保護の対象から除かれるには、それが最低でも明らかに不快な(patentlu offensive）ハードコアの性的行為を描写または記述していることが必要である。連邦最高裁では、表現物が猥褻であるか否かを判断するため、ミラー・テスト（Miller test）という3つの用件からなる基準を設けている。
憲法修正第1条によって表現の自由で保護されるポルノは、下劣な情報・素材に未成年者がアクセスすることを制限するため、規制対象になる場合もある。表現の自由を保障する憲法修正第1条も、規制に反対するための根拠にはならないという。1973年、アメリカの連邦最高裁はポルノに関する判決を出している。
ドキュメンタリーフィルム製作者フェントン・ベイリーは、1990年代のテレビシリーズ 『ポルノグラフィー文明のひそかな歴史』の中で、ポルノグラフィを定義するのは「愚かなことだ。本来そういうものは存在しないのだから。それを作りだすものをそう名づけたにすぎない」と述べた。ポルノグラフィと名前を付けることで、性描写は日常生活から切り離された。このネーミングによってハードコアの性描写は、人がロにすることに羞恥心を感じ、タブーとして存在することになった。」